# Cody Martin (basket-ball)
Pour les articles homonymes, voir Cody Martin.
Cody Lee Martin, né le 28 septembre 1995 à Mocksville en Caroline du Nord, est un joueur américain de basket-ball évoluant aux postes d'arrière et d'ailier. Il mesure 1,95 m et est le frère jumeau de Caleb Martin, également basketteur professionnel en NBA.

## Biographie

### Carrière universitaire
Entre 2014 et 2016, il joue pour le Wolfpack de North Carolina State à l'université d'État de Caroline du Nord.
En 2016, il part à l'Université du Nevada à Reno. Entre 2017 et 2019, il joue pour le Wolf Pack du Nevada.

### Carrière professionnelle

#### Hornets de Charlotte (2019-février 2025)
À l'issue de son cursus universitaire à l'université du Nevada, Cody Martin est drafté au second tour en 36e position par les Hornets de Charlotte.
Le 31 juillet 2019, il signe un contrat avec les Hornets pour participer au camp d'entraînement.
Le 31 juillet 2019, il signe pour les trois prochaines saisons avec les Hornets de Charlotte.

#### Suns de Phoenix (février-juin 2025)
En février 2025, avec Vasilije Micić, il est transféré aux Suns de Phoenix en échange de Jusuf Nurkić.

## Statistiques

### Universitaires
| Saison    | Équipe         | Matchs | Titul. | Min./m | % Tir | % 3pts | % LF | Rbds/m. | Pass/m. | Int/m. | Ctr/m. | Pts/m. |
| --------- | -------------- | ------ | ------ | ------ | ----- | ------ | ---- | ------- | ------- | ------ | ------ | ------ |
| 2014-2015 | North Carolina | 19     | 3      | 11,4   | 47,5  | 0,0    | 52,9 | 2,00    | 1,21    | 0,47   | 0,32   | 3,42   |
| 2015-2016 | North Carolina | 33     | 16     | 25,8   | 46,7  | 42,9   | 59,7 | 4,36    | 2,27    | 1,21   | 0,42   | 6,03   |
| 2017-2018 | Nevada         | 36     | 34     | 35,7   | 51,7  | 29,4   | 70,1 | 6,25    | 4,69    | 1,67   | 1,47   | 14,06  |
| 2018-2019 | Nevada         | 34     | 34     | 34,4   | 50,5  | 35,8   | 76,3 | 4,47    | 4,91    | 1,35   | 0,68   | 12,06  |
| Total     | Total          | 122    | 87     | 28,9   | 50,1  | 32,5   | 68,9 | 4,58    | 3,56    | 1,27   | 0,79   | 9,67   |

### Professionnelles

#### Saison régulière
| Saison    | Équipe    | Matchs | Titul. | Min./m | % Tir | % 3pts | % LF | Rbds/m. | Pass/m. | Int/m. | Ctr/m. | Pts/m. |
| --------- | --------- | ------ | ------ | ------ | ----- | ------ | ---- | ------- | ------- | ------ | ------ | ------ |
| 2019-2020 | Charlotte | 48     | 3      | 18,8   | 43,0  | 23,4   | 64,6 | 3,29    | 1,98    | 0,81   | 0,19   | 4,96   |
| 2020-2021 | Charlotte | 52     | 10     | 16,3   | 44,1  | 27,6   | 58,1 | 3,10    | 1,70    | 0,70   | 0,20   | 4,00   |
| 2021-2022 | Charlotte | 71     | 11     | 26,3   | 48,2  | 38,4   | 70,1 | 4,00    | 2,50    | 1,20   | 0,50   | 7,70   |
| 2022-2023 | Charlotte | 7      | 0      | 19,1   | 38,9  | 21,4   | 57,1 | 3,40    | 1,60    | 0,60   | 0,10   | 5,00   |
| Total     | Total     | 178    | 24     | 21,1   | 45,7  | 31,8   | 65,8 | 3,50    | 2,10    | 0,90   | 0,30   | 5,80   |

Mise à jour le 30 septembre 2023

## Records sur une rencontre en NBA
Les records personnels de Cody Martin en NBA sont les suivants, :
| Type de statistique        | Saison régulière | Saison régulière            | Saison régulière |
| Type de statistique        | Record           | Adversaire                  | Date             |
| -------------------------- | ---------------- | --------------------------- | ---------------- |
| Points                     | 21               | @ Spurs de San Antonio      | 15 décembre 2021 |
| Paniers marqués            | 8                | @ Spurs de San Antonio      | 15 décembre 2021 |
| Paniers tentés             | 13               | 2 fois                      | 2 fois           |
| Paniers à 3 points réussis | 4                | @ Spurs de San Antonio      | 15 décembre 2021 |
| Paniers à 3 points tentés  | 6                | @ Hawks d'Atlanta           | 5 décembre 2021  |
| Lancers francs réussis     | 6                | @ Magic d'Orlando           | 27 octobre 2021  |
| Lancers francs tentés      | 6                | 4 fois                      | 4 fois           |
| Rebonds offensifs          | 5                | 2 fois                      | 2 fois           |
| Rebonds défensifs          | 9                | 2 fois                      | 2 fois           |
| Rebonds totaux             | 11               | Pacers de l'Indiana         | 5 novembre 2019  |
| Passes décisives           | 10               | @ Trail Blazers de Portland | 25 février 2024  |
| Interceptions              | 4                | 3 fois                      | 3 fois           |
| Contres                    | 3                | 2 fois                      | 2 fois           |
| Balles perdues             | 4                | 3 fois                      | 3 fois           |
| Minutes jouées             | 46               | @ Knicks de New York        | 17 janvier 2022  |

- Double-double : 2
- Triple-double : 0

Dernière mise à jour : 25 février 2024

## Vie privée
Il est le frère jumeau de Caleb Martin.